# Syzygium christophersenii
Syzygium christophersenii là một loài thực vật có hoa trong Họ Đào kim nương. Loài này được Whistler miêu tả khoa học đầu tiên năm 1988.